# 瓦伊达山
瓦伊达山（俄语：Гора Вайда）是东萨哈林山脉的山，属萨哈林州斯米尔内赫区，海拔947米，由石灰岩构成。